# Província ultramarina

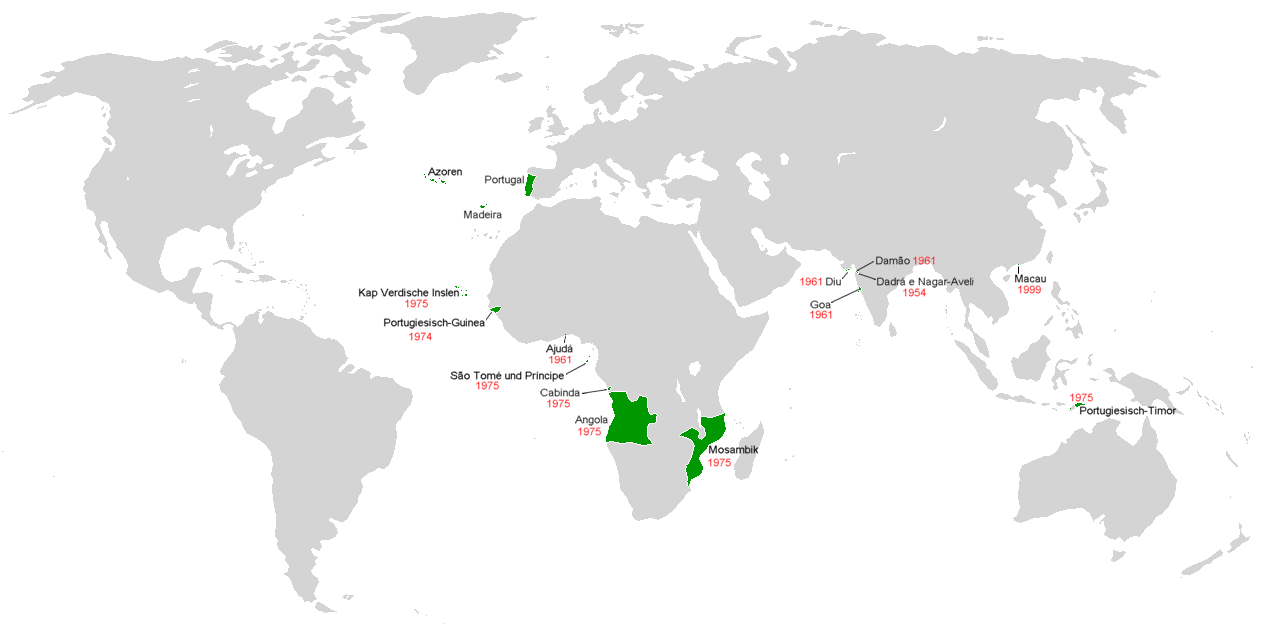
Portugal 1916-1974

Uma província ultramarina constituiu o principal tipo de divisão administrativa do Ultramar Português, durante dois períodos da história, o primeiro de 1834 até 1930 e o segundo de 1951 a 1975. Cada província ultramarina correspondia a cada um dos grandes territórios ultramarinos portugueses. Alguns dos territórios ultramarinos, apesar de individualizados nas diversas constituições portuguesas que estiveram em vigor nestes períodos, como Cabinda ou São João Batista de Ajudá não foram constituídos como províncias ultramarinas próprias e sim agregados administrativamente a províncias ultramarinas maiores. Antes de 1834, os territórios ultramarinos portugueses eram genericamente apelidados de "domínios ultramarinos", ainda que alguns tivessem títulos particulares como o de "estados". No período de 1930 a 1951, os territórios ultramarinos portugueses constituíram coletivamente uma entidade designada "Império Colonial Português", sendo cada um deles chamado genericamente de "colónia", termo este que já vinha a ser ocasionalmente aplicado - em paralelo ao de "província ultramarina" - desde 1911. Ao logo da história e desde o século XVI, a Índia Portuguesa manteve sempre o título de "estado".   
Província ultramarina foi uma divisão administrativa recriada pelo Estado Novo português e atribuído por este às colónias portuguesas, nomeadamente Angola, Guiné, Moçambique, São Tomé e Príncipe, Cabo Verde, Macau, Estado da Índia e Timor, e como Portugal jamais se autodenominou como império seja no regime monárquico ou republicano, e por isso podemos considerar que sempre teve províncias ultramarinas ou regiões administrativas que faziam parte do Reino de Portugal e mais tarde da República Portuguesa.
A primeira colónia atribuída a esta designação foi o Estado da Índia, em 1946, como forma política de evitar que Portugal nos fóruns internacionais fosse considerado uma potência colonial. As outras colónias portuguesas passaram a ter esta designação no ano de 1951, abolindo assim o conceito de "Império Colonial Português". Esta designação apareceu devido à renovação do Conceito Ultramarino Português e ao consequente aparecimento de uma nova Política Ultramarina Portuguesa e de uma Solução Portuguesa.
O regime político de Salazar e Marcello Caetano consideravam que esses territórios não eram colónias, mas sim parte integrante e inseparável de Portugal, considerando-o como uma "Nação Multirracial e Pluricontinental".
Em 1975, esta designação perdeu o seu significado após a Revolução dos Cravos pois todas as colónias portuguesas, à exceção de Macau, se tornaram independentes de Portugal. Macau passou a designar-se de "Território chinês sob administração portuguesa", pois localizava-se, obviamente, na China, e por isso esta designação perdurou até 1999, quando Macau, a última colónia portuguesa, foi transferida para a soberania da República Popular da China.